# Айздердзис, Андрей Дайнисович
Андре́й Дайни́сович Айзде́рдзис (29 октября 1958 — 26 апреля 1994) — российский политический деятель, бывший депутат Государственной думы.

## Биография
Родился 29 октября 1958 года в семье геологов. Мать русская, отец латыш. Окончил Московский политехникум в 1982 году, работал техником-геодезистом в Научно-исследовательском институте бумажной и целлюлозной промышленности, мастером, прорабом, начальником строительного участка в строительно-монтажном управлении.
В 1991 году создал Международную деловую корпорацию (МДК), в 1992 году был избран председателем Совета директоров МДК и председателем Совета «МДК-банка». Был одним из инициаторов создания концерна «Технология XXI», издателем газеты «Кто есть кто».
В 1993 году был избран депутатом Государственной думы, являлся членом депутатской группы «Новая региональная политика», членом Комитета по промышленности, транспорту и энергетике. По некоторым данным, оказывал финансовую поддержку Русскому национальному собору (РНС) генерала Стерлигова.
Вечером 26 апреля 1994 года в Химках Айздердзис был убит выстрелом из помпового ружья. Следствием был установлен исполнитель Дмитрий Михненко, который скрылся. Заочное обвинение было также предъявлено его сообщникам Александру Малашенко, Александру Егорцеву, Алексею Шубину и Сергею Третьяку.
После убийства Айздердзиса его место в Государственной думе занял С. П. Мавроди.
Похоронен на Машкинском кладбище города Химки, Московская область. участок № 9